# Lewis Clareburt
Lewis Clareburt (Wellington, 4 juli 1999) is een Nieuw-Zeelandse zwemmer.

## Carrière
Bij zijn internationale debuut, op de Gemenebestspelen 2018 in Gold Coast, veroverde Clareburt de bronzen medaille op de 400 meter wisselslag. Daarnaast eindigde hij als zevende op zowel de 200 meter vlinderslag als de 200 meter wisselslag, op de 200 meter rugslag strandde hij in de series. In Tokio nam hij deel aan de Pan-Pacifische kampioenschappen zwemmen 2018. Op dit toernooi eindigde hij als vijfde op de 400 meter wisselslag, als achtste op zowel de 200 meter vlinderslag als de 200 meter wisselslag en als vijftiende op de 200 meter rugslag.
Op de wereldkampioenschappen zwemmen 2019 in Gwangju behaalde de Nieuw-Zeelander de bronzen medaille op de 400 meter wisselslag, op de 4×200 meter vrije slag werd hij samen met Matthew Stanley, Daniel Hunter en Zac Reid uitgeschakeld in de series.

## Internationale toernooien
| Jaar | Olympische Spelen | WK langebaan                            | WK kortebaan  | PanPacs                                                                    | Gemenebestspelen                                                              |
| ---- | ----------------- | --------------------------------------- | ------------- | -------------------------------------------------------------------------- | ----------------------------------------------------------------------------- |
| 2018 |                   |                                         | geen deelname | 15e 200m rugslag 8e 200m vlinderslag 8e 200m wisselslag 5e 400m wisselslag | 10e 200m rugslag · 7e 200m vlinderslag · 7e 200m wisselslag · 400m wisselslag |
| 2019 |                   | 400m wisselslag · 14e 4×200m vrije slag |               |                                                                            |                                                                               |

## Persoonlijke records
Bijgewerkt tot en met 28 juli 2019
Kortebaan
| Afstand          | Tijd    | Datum            | Plaats   |
| ---------------- | ------- | ---------------- | -------- |
| 200m vrije slag  | 1.49,98 | 3 oktober 2017   | Auckland |
| 400m vrije slag  | 3.54,96 | 5 oktober 2017   | Auckland |
| 200m vlinderslag | 2.01,44 | 7 oktober 2017   | Auckland |
| 200m wisselslag  | 2.02,04 | 4 oktober 2017   | Auckland |
| 400m wisselslag  | 4.30,52 | 11 augustus 2015 | Auckland |

Langebaan
| Afstand          | Tijd    | Datum            | Plaats   |
| ---------------- | ------- | ---------------- | -------- |
| 200m vrije slag  | 1.47,97 | 26 juli 2019     | Gwangju  |
| 400m vrije slag  | 3.52,00 | 17 april 2018    | Auckland |
| 200m vlinderslag | 1.57,36 | 10 augustus 2018 | Tokio    |
| 200m wisselslag  | 1.59,31 | 11 augustus 2018 | Tokio    |
| 400m wisselslag  | 4.12,07 | 28 juli 2019     | Gwangju  |